# The Triffids
The Triffids var et australsk rock band der opnåede noget international succes i 1980'erne. Bandet blev dannet i Perth i de sene 1978 og opløste igen i 1989. Deres bedst kendte sange er Wide Open Road and Bury Me Deep in Love. Bandets sanger og hovedsangskriver var David McComb (1962-1999).
Gruppens medlemmer var børn af det bedre borgerskab men delte en fælles kærlighed til musik, især de mere avancerede New Yorker-punk-navne som Talking Heads, Patti Smith og Television.
The Triffids' egen musik var dog væsentlig mere storladen og melodramatisk. De brugte instrumenter som violin, pedal steel og hammondorgel, og i David McComb havde de en karismatisk leder med en ekstraordinært kraftfuld stemme, der ind imellem kunne lyde nærmest livsfarligt sjæleudkrængende.
Efter nogle års ophold i Sydney og Melbourne drog gruppen i 1984 til London for at forfølge drømmen om et gennembrud udenfor Australien. Støt og roligt opnåede de en betydelig fanskare i visse dele af Europa, især Skandinavien, Holland og Belgien, men store stjerner blev de aldrig.
Det var også i London, at gruppen indspillede hovedværket Born Sandy Devotional (1986). Den blev skrevet og indspillet i eksil men var en storslået musikalsk refleksion af gruppens hjemland med dets enorme vidder, endeløse veje og nådesløse landskab. Samtidig understregede den McCombs sjældne evner som tekstforfatter ved på begavet vis hele tiden at bruge den barske natur som billede på kærlighedens vildveje.
David McCombs ambition var at opnå kommerciel succes, og kritikerroserne for Born Sandy Devotional gav mulighed for en kontrakt med Island. Men de efterfølgende udgivelser blev skæmmet af en overpompøs produktion, og ved The Black Swan, hvor Stephen Street var hyret ind for at give det sidste kommercielle skub, var magien borte.
Et bebudet break blev til en endegyldig opløsning. David McComb fortsatte i bandet The Blackeyed Susans, og i 1994 udgav han et enkelt soloalbum, Love of Will.
McComb, der led af dårligt hjerte, blev samme år alvorligt syg, og året efter fik han en hjertetransplantation. Herefter satte helbredet sine begrænsninger for karrieren, og han optrådte kun ved sjældne lejligheder med sit nye band costar. I 1999 døde han, få uger før sin 37 års fødselsdag. I starten blev hans død kædet sammen med et biluheld nogle dage forinden, men dødsårsagen blev senere ændret til en kombination af heroin-forgiftning og afstødelse af hans nye hjerte.
Efter The Triffids' opløsning fortsatte Martyn P. Casey sin musikalske karriere i Nick Caves The Bad Seeds, mens "Evil" Graham Lee har været en meget benyttet studiemusiker.

## Diskografi

### Albums
- 1983: Treeless Plain
- 1984: Raining Pleasure
- 1986: Born Sandy Devotional
- 1986: In The Pines
- 1987: Calenture
- 1989: The Black Swan
- 1990: Stockholm (album)
- 1994: Australian Melodrama
- 2006: Born Sandy Devotional